# 大口駅

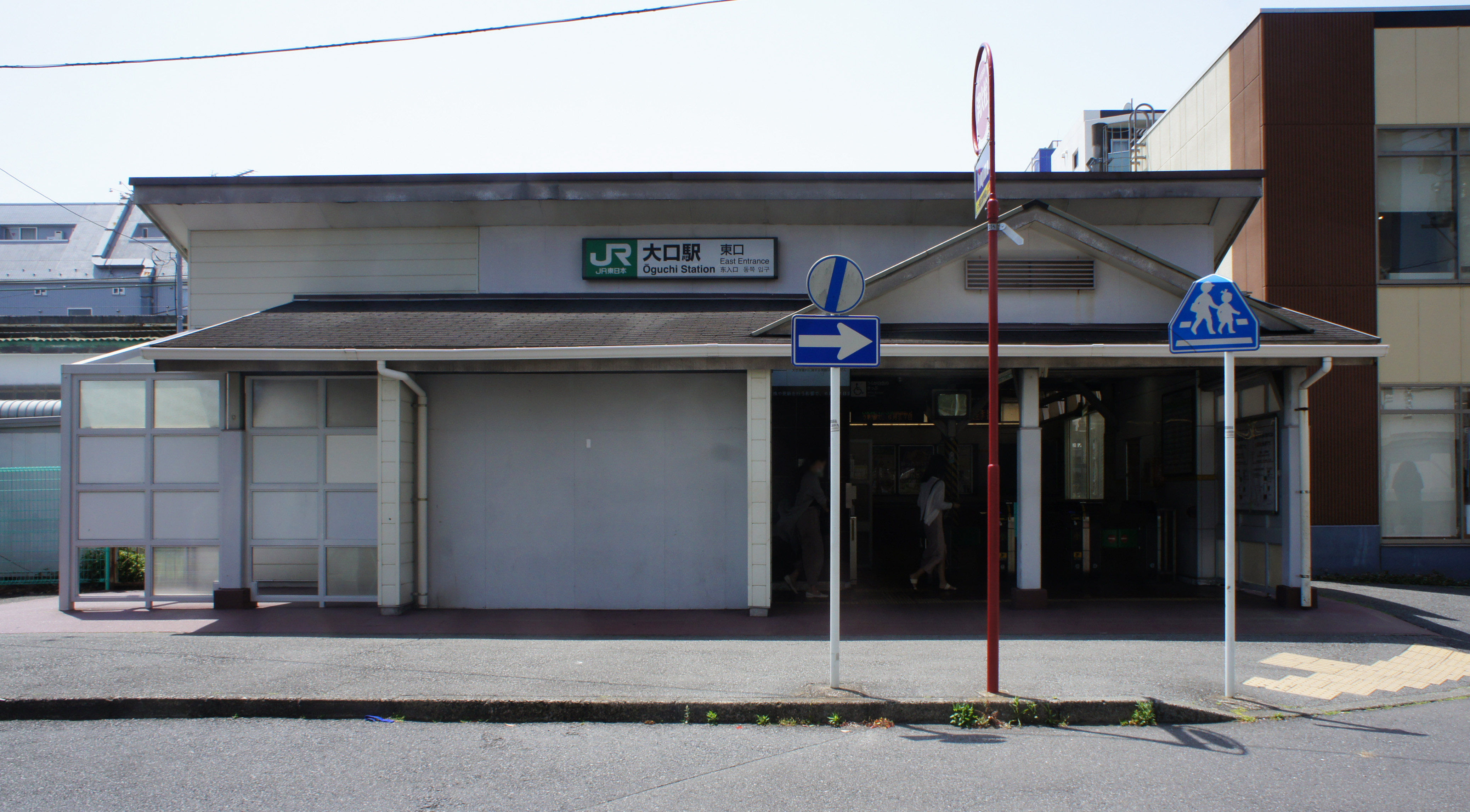
東口（2021年5月）

大口駅（おおぐちえき）は、神奈川県横浜市神奈川区大口通にある、東日本旅客鉄道（JR東日本）横浜線の駅である。駅番号はJH 14。
東神奈川駅発着系統と、横浜駅経由で根岸線に直通する列車が停車する。

## 歴史
- 1947年（昭和22年）12月20日：日本大学第四商業学校から譲渡された土地で国鉄の駅として開業[1]。
- 1984年（昭和59年）2月1日：荷物扱い廃止[4]。
- 1987年（昭和62年）4月1日：国鉄分割民営化に伴い、東日本旅客鉄道（JR東日本）の駅となる[4]。
- 1994年（平成6年）8月30日：自動改札機を設置し、供用開始[5]。
- 2001年（平成13年）11月18日：ICカード「Suica」供用開始。
- 2006年（平成18年）5月31日：レッツキヨスク閉店。
- 2007年（平成19年）：LED表示システム設置。
- 2012年（平成24年）5月15日：業務委託化。
- 2013年（平成25年）10月25日：東口に駅ビル「Beans Annex（ビーンズアネックス）大口」が開業[6]。
- 2021年（令和3年）
  - 7月16日：スマートホームドアの使用を開始[7][8]。
  - 10月7日：みどりの窓口の営業を終了[9][10]。

### 駅名の由来
地名の由来は、師岡熊野神社へ詣でる使者が当地で大口袴に着替え、正装したからという説（「横浜の地名」第3版 横浜市市民局他）がある。明治以降の地形図などには「大口谷戸」の地名が記載されている。

## 駅構造
島式ホーム1面2線を有する地上駅。西口と東口にそれぞれ独立した駅舎を有しており、西口、1番線、2番線、東口の順に並んでいる。
菊名駅管理の業務委託駅（JR東日本ステーションサービスに委託）。東口・西口ともに自動改札機・自動券売機・自動精算機が設置されており、西口のみ指定席券売機が設置されている。なお、東口にはお客さまサポートコールシステムが導入されており、終日無人となっている。
JRの特定都区市内制度における「横浜市内」の駅である。
2011年4月、当駅ではバリアフリー化工事が行われた。これは、改札内の跨線橋からホーム階まで1か所の階段しかなく、跨線橋から各改札口までも階段のみで横浜線内では隣の菊名駅と同様バリアフリー化が遅れていた。工事の概要は、西口・東口に連絡通路を新設し西口・東口・ホームにそれぞれエレベーターを計3基設置した。

### のりば
| 番線 | 路線   | 方向 | 行先               |
| ---- | ------ | ---- | ------------------ |
| 1    | 横浜線 | 下り | 町田・八王子方面   |
| 2    | 横浜線 | 上り | 東神奈川・大船方面 |

（出典：JR東日本:駅構内図）
- 根岸線への直通は日中は横浜駅の一つ先にある桜木町駅までで、桜木町駅から先の磯子・大船方面への直通は朝夕のみである。

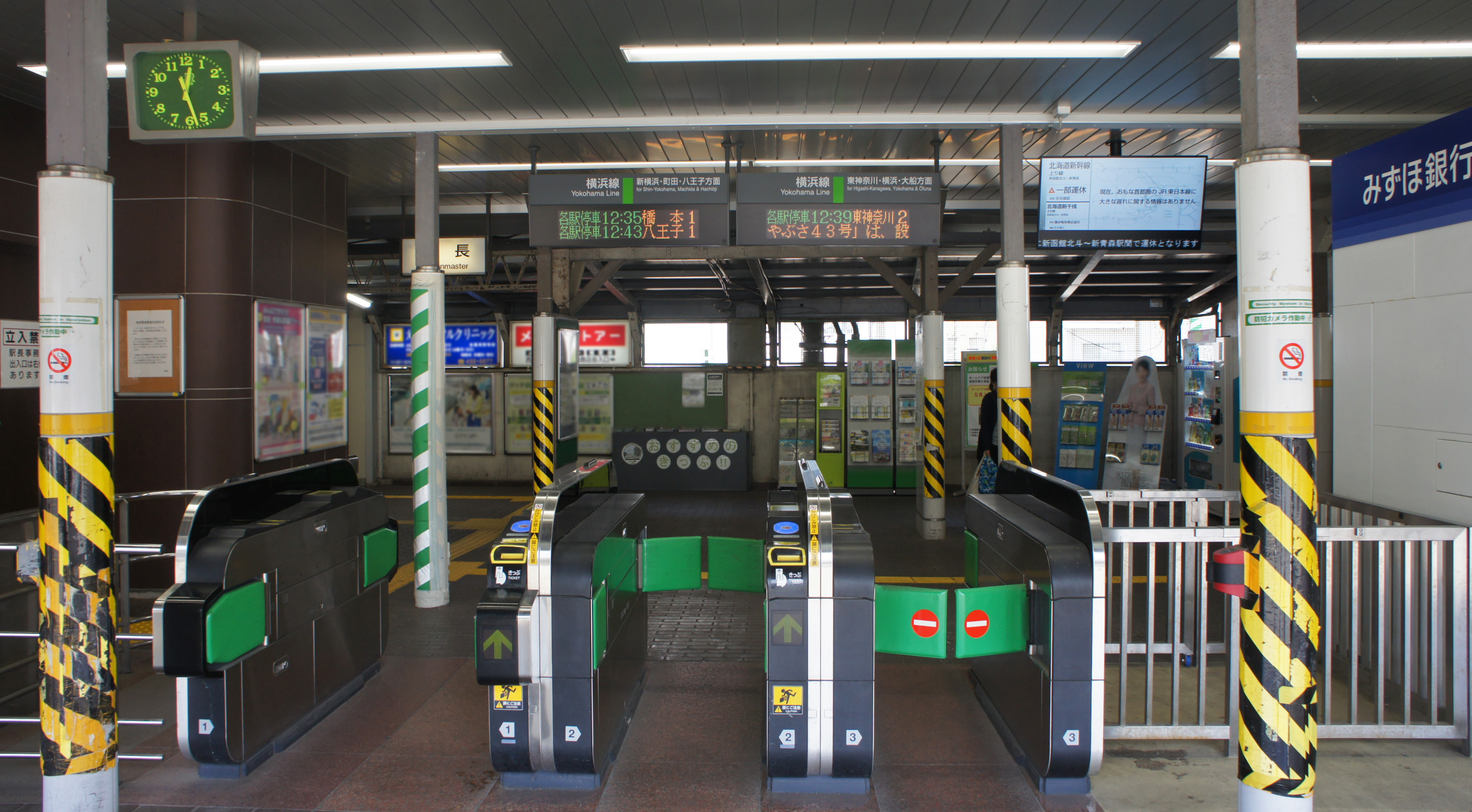
西口改札（2021年5月）
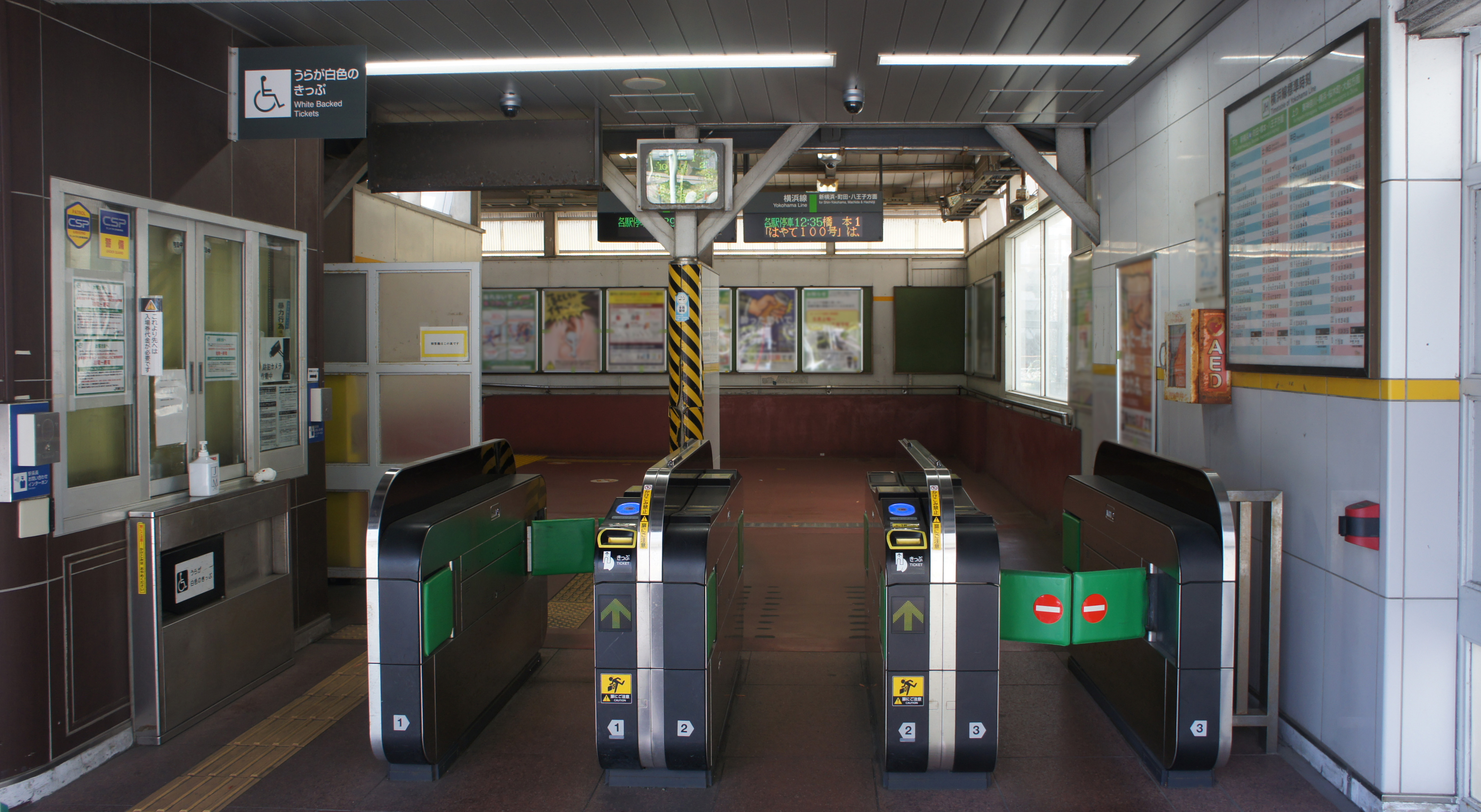
東口改札（2021年5月）
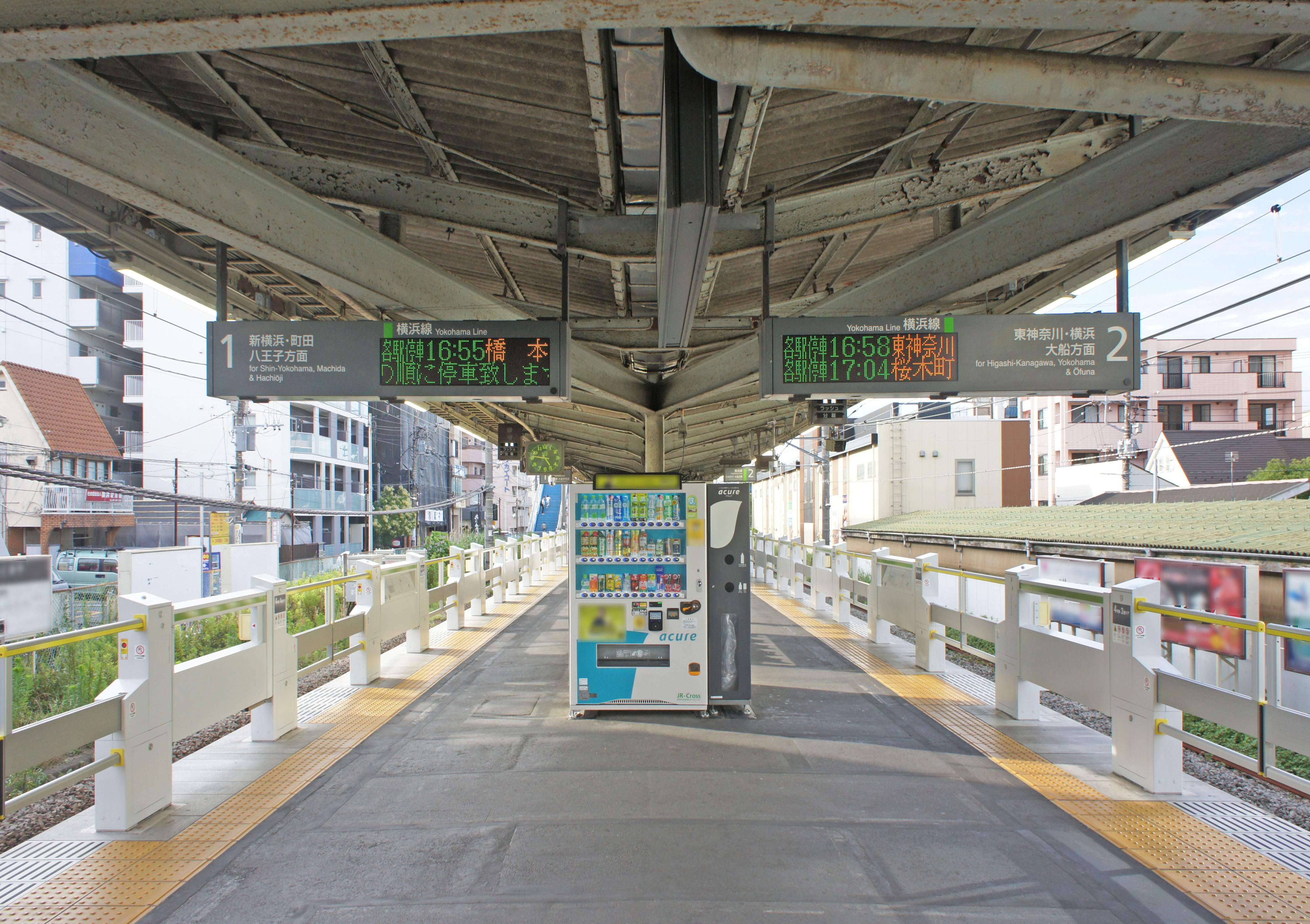
ホーム（2022年6月）

## 利用状況
2023年度（令和5年度）の1日平均乗車人員は18,220人である。
1991年度（平成3年度）以降の推移は下記の通り。
| 年度               | 1日平均 乗車人員 | 出典       |
| ------------------ | ---------------- | ---------- |
| 1991年（平成03年） | 15,187           |            |
| 1992年（平成04年） | 15,221           |            |
| 1993年（平成05年） | 15,410           |            |
| 1994年（平成06年） | 15,660           |            |
| 1995年（平成07年） | 15,747           | [ 統計 2 ] |
| 1996年（平成08年） | 15,822           |            |
| 1997年（平成09年） | 15,736           |            |
| 1998年（平成10年） | 15,759           | [ * 1 ]    |
| 1999年（平成11年） | 15,949           | [ * 2 ]    |
| 2000年（平成12年） | 15,914           | [ * 2 ]    |
| 2001年（平成13年） | 16,093           | [ * 3 ]    |
| 2002年（平成14年） | 16,391           | [ * 4 ]    |
| 2003年（平成15年） | 16,651           | [ * 5 ]    |
| 2004年（平成16年） | 16,811           | [ * 6 ]    |
| 2005年（平成17年） | 16,677           | [ * 7 ]    |
| 2006年（平成18年） | 16,733           | [ * 8 ]    |
| 2007年（平成19年） | 17,138           | [ * 9 ]    |
| 2008年（平成20年） | 17,164           | [ * 10 ]   |
| 2009年（平成21年） | 17,172           | [ * 11 ]   |
| 2010年（平成22年） | 17,096           | [ * 12 ]   |
| 2011年（平成23年） | 16,941           | [ * 13 ]   |
| 2012年（平成24年） | 17,320           | [ * 14 ]   |
| 2013年（平成25年） | 17,776           | [ * 15 ]   |
| 2014年（平成26年） | 17,671           | [ * 16 ]   |
| 2015年（平成27年） | 18,148           | [ * 17 ]   |
| 2016年（平成28年） | 18,411           | [ * 18 ]   |
| 2017年（平成29年） | 18,520           | [ * 19 ]   |
| 2018年（平成30年） | 18,817           |            |
| 2019年（令和元年） | 19,085           |            |
| 2020年（令和02年） | 15,146           |            |
| 2021年（令和03年） | 16,187           |            |
| 2022年（令和04年） | 17,371           |            |
| 2023年（令和05年） | 18,220           |            |

## 駅周辺

### 西口
ロータリーがあり、横浜市営バスの31系統と291系統が発着している。かつては38系統（白幡経由鶴見駅西口行）や67系統（鶴見駅入口経由梶山行）も発着していた（その後、38系統は2009年4月1日から横浜駅西口 - 鶴見駅西口便の一部が乗り入れた）。ロータリーの周りには居酒屋・銀行・交番などがある。駅舎に隣接してコンビニエンスストアのファミリーマートができた。また中華料理屋の王将があり、夜になると路上で餃子を販売している（それにより、大口は中華屋が多い街にもなった）。近くには障害者支援施設の「おおぐち工房」がある。
西口から少し南の方へ行くと、横浜はじめ病院のほか、横浜最大規模といわれる大口通商店街が国道1号まで続いており、国道1号から先は大口1番街が京急本線の子安駅まで続いている。大規模商店街だけに、夏には2年に一度の神輿パレードや、毎年恒例の縁日が行われる。
北側の松見町と内路は、商業施設と閑静な住宅街が共存している。

#### 周辺施設
- 横浜大口郵便局
- 大口駅前公園
- 横浜創英中学・高等学校
- 横浜市立神奈川中学校
- 大口通商店街
- 横浜はじめ病院

### 東口
改札とホームの間に長い廊下がある。線路と並行に伸びている道の線路側には大きな駐輪場がある。
2013年（平成25年）10月25日に地上2階建てで店舗面積685m2の小型の駅ビル「Beans Annex（ビーンズアネックス）大口」が開業した。
道の反対側には大手スーパー「ユニー」の関東事務所（旧ユニー大口店）がある。2015年3月に建て替えが完了し「ユニーグループ・ホールディングス大口ビル」として、グループ会社の関東事務所を一箇所に集約した。大通りにはユニー・ファミリーマートホールディングスとドンキホーテホールディングス協業1号店となる「MEGAドン・キホーテUNY横浜大口店」（ピアゴ大口店から業態転換）がある。川を挟んで東側には大口東総合病院、川沿いに北へ向かうと公園がある。この公園の桜の木が春には満開になり、東側の水路に花びらを散らす様は見物である。大口にはコンビニエンスストアが多くあったが、現在はドラッグストアが多い。
また、2007年3月24日には神奈川マツダ神奈川店の跡地にコジマ横浜大口店がオープンした。
徒歩20分程の所に横浜商科大学つるみキャンパスがある。

#### 周辺施設
- ユニー大口ビル
- MEGAドン・キホーテUNY横浜大口店
- コジマ×ビックカメラ横浜大口店
- ライフ大口店
- 大口東総合病院
- 大口駅前郵便局

## バス路線
| のりば     | 運行事業者   | 系統・行先                                       |
| 大口駅前   | 大口駅前     | 大口駅前                                         |
| ---------- | ------------ | ------------------------------------------------ |
| 1          | 横浜市営バス | 31・291：横浜駅西口                              |
| 大口駅東口 |              |                                                  |
| 1          | 横浜市営バス | - 84：東神奈川駅西口 - 213：（循環）新子安駅西口 |
| 2          | 横浜市営バス | - 84：鶴見駅西口 - 213：新子安駅西口             |

## その他
東海道本線の貨物支線（相鉄・JR直通線）が当駅の八王子方で横浜線をオーバークロスしている。大部分がトンネル区間の鶴見駅 - 横浜羽沢駅 - 羽沢横浜国大駅間ではわずかな地上区間だが、この地上区間も大口高架シェルターで覆われているため、外側から走行する列車を見ることはできない。

## 隣の駅
東日本旅客鉄道（JR東日本）
 横浜線
■快速
通過
■各駅停車
東神奈川駅 (JH 13) - 大口駅 (JH 14)  - 菊名駅 (JH 15)

### 記事本文
1. 1 2  「運輸省告示第320号」『官報』1947年12月13日（国立国会図書館デジタルコレクション）
2. 1 2  事業エリアマップ - JR東日本ステーションサービス.2021年9月14日閲覧
3. 1 2 3  “駅の情報（大口駅）：JR東日本”.   東日本旅客鉄道. 2023年11月3日時点のオリジナルよりアーカイブ。2023年11月3日閲覧。
4. 1 2  石野哲 編『停車場変遷大事典 国鉄・JR編』 II（初版）、JTB、1998年10月1日、77頁。ISBN 978-4-533-02980-6。
5. ↑  「JR年表」『JR気動車客車編成表 '95年版』ジェー・アール・アール、1995年7月1日、186頁。ISBN 4-88283-116-3。
6. 1 2  “大口駅にミニ駅ビル、10月25日オープン/横浜”. 神奈川新聞(神奈川新聞社). (2013年9月27日)
7. ↑  『2021年度のホームドア整備について』（PDF）（プレスリリース）東日本旅客鉄道、2021年4月6日。オリジナルの2021年4月6日時点におけるアーカイブ。2021年4月6日閲覧。
8. ↑  “JR東日本 大口駅にホームドア 今年度横浜線5駅などに”. タウンニュース. (2021年7月29日).  オリジナルの2021年7月31日時点におけるアーカイブ。 2021年7月31日閲覧。
9. ↑  “駅の情報（大口駅）：JR東日本”.   東日本旅客鉄道. 2021年9月24日時点のオリジナルよりアーカイブ。2021年10月18日閲覧。
10. ↑  “「2021年度駅業務執行体制の再構築について」提案受ける!②” (PDF).   JR東労組横浜地本 (2021年6月2日). 2021年6月3日時点のオリジナルよりアーカイブ。2021年6月3日閲覧。
11. ↑  “追う!マイ・カナガワ 横浜・神奈川区の「大口」、地名の由来たどってみた”. 神奈川新聞. (2021年3月6日).  オリジナルの2021年3月6日時点におけるアーカイブ。 2021年3月6日閲覧。
12. ↑  「ユニーグループ・ホールディングス大口ビル」完成! - ユニーグループ・ホールディングス 2015年3月13日

### 利用状況
1. ↑  横浜市統計書 - 横浜市
2. ↑  線区別駅別乗車人員（1日平均）の推移 - 18ページ

JR東日本の2000年度以降の乗車人員
1. ↑  各駅の乗車人員（2000年度） - JR東日本
2. ↑  各駅の乗車人員（2001年度） - JR東日本
3. ↑  各駅の乗車人員（2002年度） - JR東日本
4. ↑  各駅の乗車人員（2003年度） - JR東日本
5. ↑  各駅の乗車人員（2004年度） - JR東日本
6. ↑  各駅の乗車人員（2005年度） - JR東日本
7. ↑  各駅の乗車人員（2006年度） - JR東日本
8. ↑  各駅の乗車人員（2007年度） - JR東日本
9. ↑  各駅の乗車人員（2008年度） - JR東日本
10. ↑  各駅の乗車人員（2009年度） - JR東日本
11. ↑  各駅の乗車人員（2010年度） - JR東日本
12. ↑  各駅の乗車人員（2011年度） - JR東日本
13. ↑  各駅の乗車人員（2012年度） - JR東日本
14. ↑  各駅の乗車人員（2013年度） - JR東日本
15. ↑  各駅の乗車人員（2014年度） - JR東日本
16. ↑  各駅の乗車人員（2015年度） - JR東日本
17. ↑  各駅の乗車人員（2016年度） - JR東日本
18. ↑  各駅の乗車人員（2017年度） - JR東日本
19. ↑  各駅の乗車人員（2018年度） - JR東日本
20. ↑  各駅の乗車人員（2019年度） - JR東日本
21. ↑  各駅の乗車人員（2020年度） - JR東日本
22. ↑  各駅の乗車人員（2021年度） - JR東日本
23. ↑  各駅の乗車人員（2022年度） - JR東日本
24. ↑  各駅の乗車人員（2023年度） - JR東日本

神奈川県県勢要覧
1. ↑  神奈川県県勢要覧（平成12年度） - 221ページ
2. 1 2  神奈川県県勢要覧（平成13年度） (PDF)  - 223ページ
3. ↑  神奈川県県勢要覧（平成14年度） (PDF)  - 221ページ
4. ↑  神奈川県県勢要覧（平成15年度） (PDF)  - 221ページ
5. ↑  神奈川県県勢要覧（平成16年度） (PDF)  - 221ページ
6. ↑  神奈川県県勢要覧（平成17年度） (PDF)  - 223ページ
7. ↑  神奈川県県勢要覧（平成18年度） (PDF)  - 223ページ
8. ↑  神奈川県県勢要覧（平成19年度） (PDF)  - 225ページ
9. ↑  神奈川県県勢要覧（平成20年度） (PDF)  - 229ページ
10. ↑  神奈川県県勢要覧（平成21年度） (PDF)  - 239ページ
11. ↑  神奈川県県勢要覧（平成22年度） (PDF)  - 237ページ
12. ↑  神奈川県県勢要覧（平成23年度） (PDF)  - 237ページ
13. ↑  神奈川県県勢要覧（平成24年度） (PDF)  - 233ページ
14. ↑  神奈川県県勢要覧（平成25年度） (PDF)  - 235ページ
15. ↑  神奈川県県勢要覧（平成26年度） (PDF)  - 237ページ
16. ↑  神奈川県県勢要覧（平成27年度） (PDF)  - 237ページ
17. ↑  神奈川県県勢要覧（平成28年度） (PDF)  - 245ページ
18. ↑  神奈川県県勢要覧（平成29年度） (PDF)  - 237ページ
19. ↑  神奈川県県勢要覧（平成30年度） (PDF)  - 221ページ